# 瓦龙
- 關於缅甸同译名记者，請見「瓦龙 (记者)」。
- 關於比利时南部以法语为主的地区及其对应的大区，請見「瓦隆尼亚”和“瓦隆大区」。

瓦龙（法語：Voiron，法語發音：[vwaʁɔ̃]），法国东南部城市，奥弗涅-罗讷-阿尔卑斯大区伊泽尔省的一个市镇，隶属于格勒诺布尔区，其市镇面积为21.9平方公里，2022年1月1日时人口数量为21,604人，在法国城市中排名第463位。
瓦龙位于伊泽尔省中北部，沙特勒斯山脉西侧的一处山前丘陵地带，是一个区域性的中心城市，里昂－马赛铁路和多条公路在此交汇。法国女子铁饼运动员梅莉娜·罗贝尔-米雄出生于瓦龙。

## 地名来源
根据当地历史学家安德烈·普朗克（André Plank）的论述，“瓦龙”一名来源于拉丁语单词“Voronis”，意为岩石顶，可能与当地的自然地貌特征有关。

## 历史

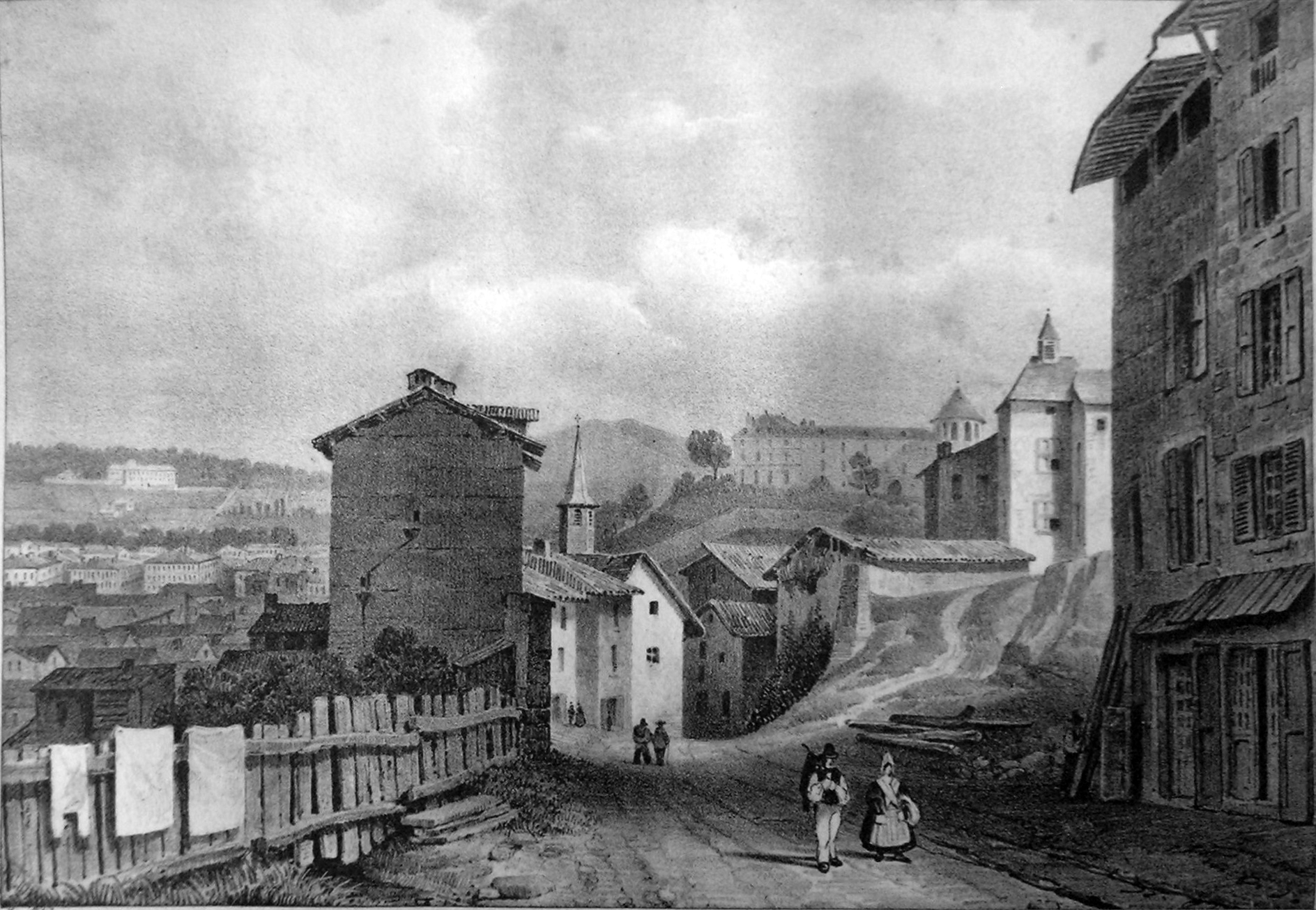
20世纪初的瓦龙

瓦龙所处区域在古典时期为阿洛布罗基人的活动范围。公元752年，瓦龙镇中心出现了圣伯多禄教堂（église Saint-Pierre）。公元850年，在维埃纳伯爵热拉尔二世的提议下，瓦龙及其附近区域被组建成为塞尔莫朗斯伯国。该区域位于韦科尔与沙特勒斯山脉之间的峡口地带，战略位置显著，长期为多菲内和萨伏伊两地统治者争夺的焦点之一。1355年，根据《巴黎条约》，瓦龙所处的罗讷河与吉耶河以南地区被划入多菲内，该区域被法兰西国王约翰二世继承，成为法兰西王国的一个行省。17世纪时，瓦龙已发展成为一个区域性的工商业集市，皮革、织布、香料等成为当地主要的贸易商品。法国大革命后，瓦龙成为伊泽尔省的一个市镇。工业革命期间，连接里昂和格勒诺布尔之间的铁路建成运行，瓦龙地区的手工业得到机械化发展，出现了以卢西诺为代表的大型企业。与此同时，当地也出现了大批工人联盟，成为法国工人运动的一个重要根据地。2013年4月，瓦龙所处区域被法国文化部授予“艺术与历史之城及地区”的称号。

## 地理

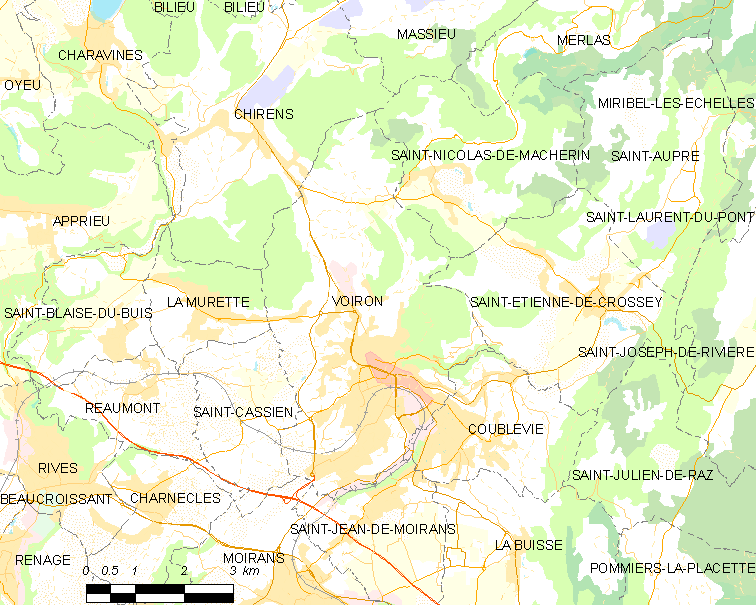
瓦龙市镇范围地图

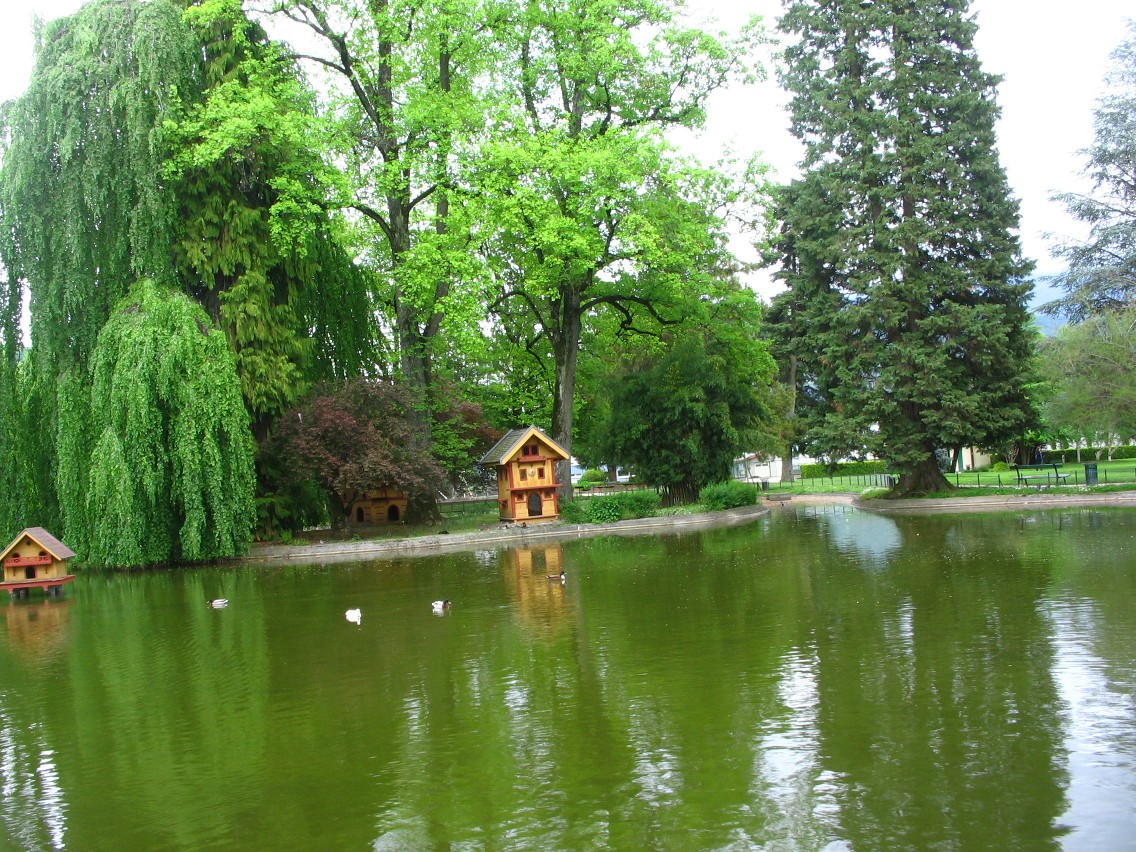
瓦龙城市公园内的水塘

瓦龙位于法国东南部，奥弗涅-罗讷-阿尔卑斯大区东南部和伊泽尔省中北部，距离省会格勒诺布尔大约26公里。与瓦龙接壤的市镇包括：希朗斯、库布勒维、穆瓦朗、拉米雷特、圣卡西安、圣艾蒂安德克罗塞、圣让德穆瓦朗、圣尼古拉德马什兰。

### 地形
瓦龙位于沙特勒斯山脉西侧的一处山前丘陵地带，境内以丘陵为主，市镇中心地势较为平坦，东侧为山地，全境海拔在222到846米之间。

### 水文
瓦龙位于罗讷河流域，其二级支流莫尔日河自东北向南流经镇中心，该河水量较小，部分河段被人工建筑物覆盖。

### 植被
瓦龙属于温带阔叶混交林区，林地多分布于市镇范围东部的山地地区，位于镇中心的瓦龙城市花园（Jardin de ville de Voiron）则是当地主要的城市绿地。
在鲜花城市的评比中，瓦龙被评为1星级鲜花城市。

### 气候
瓦龙在柯本气候分类法中属于带有地中海特征气候的温带海洋性气候，因地形因素，当地降水相对偏多。
瓦龙境内设有气象站，以下为该气象站的数据：
| 瓦龙1981年－2020年       | 瓦龙1981年－2020年 | 瓦龙1981年－2020年 | 瓦龙1981年－2020年 | 瓦龙1981年－2020年 | 瓦龙1981年－2020年 | 瓦龙1981年－2020年 | 瓦龙1981年－2020年 | 瓦龙1981年－2020年 | 瓦龙1981年－2020年 | 瓦龙1981年－2020年 | 瓦龙1981年－2020年 | 瓦龙1981年－2020年 | 瓦龙1981年－2020年 |
| 月份                     | 1月                | 2月                | 3月                | 4月                | 5月                | 6月                | 7月                | 8月                | 9月                | 10月               | 11月               | 12月               | 全年               |
| ------------------------ | ------------------ | ------------------ | ------------------ | ------------------ | ------------------ | ------------------ | ------------------ | ------------------ | ------------------ | ------------------ | ------------------ | ------------------ | ------------------ |
| 历史最高温 °C（°F）      | 17.3 (63.1)        | 20.7 (69.3)        | 25.3 (77.5)        | 28 (82)            | 31.3 (88.3)        | 37 (99)            | 38.3 (100.9)       | 39.5 (103.1)       | 33.6 (92.5)        | 28.1 (82.6)        | 24.8 (76.6)        | 19.5 (67.1)        | 39.5 (103.1)       |
| 平均高温 °C（°F）        | 5.9 (42.6)         | 7.8 (46.0)         | 12 (54)            | 15.3 (59.5)        | 19.9 (67.8)        | 23.8 (74.8)        | 26.9 (80.4)        | 26.4 (79.5)        | 21.8 (71.2)        | 16.9 (62.4)        | 10.2 (50.4)        | 6.4 (43.5)         | 16.1 (61.0)        |
| 日均气温 °C（°F）        | 2.4 (36.3)         | 3.7 (38.7)         | 7 (45)             | 9.8 (49.6)         | 14.4 (57.9)        | 17.9 (64.2)        | 20.5 (68.9)        | 20.2 (68.4)        | 16.3 (61.3)        | 12.3 (54.1)        | 6.5 (43.7)         | 3.2 (37.8)         | 11.2 (52.2)        |
| 平均低温 °C（°F）        | −1.2 (29.8)        | −0.4 (31.3)        | 2 (36)             | 4.4 (39.9)         | 8.9 (48.0)         | 12 (54)            | 14.2 (57.6)        | 14 (57)            | 10.9 (51.6)        | 7.8 (46.0)         | 2.7 (36.9)         | −0.1 (31.8)        | 6.3 (43.3)         |
| 历史最低温 °C（°F）      | −27.1 (−16.8)      | −19.4 (−2.9)       | −18.2 (−0.8)       | −7.9 (17.8)        | −2.3 (27.9)        | 2.1 (35.8)         | −1.3 (29.7)        | −1.5 (29.3)        | −1.2 (29.8)        | −5.3 (22.5)        | −10.9 (12.4)       | −20.2 (−4.4)       | −27.1 (−16.8)      |
| 平均降水量 mm（）        | 61.3 (2.41)        | 51.6 (2.03)        | 66.3 (2.61)        | 83 (3.3)           | 104.1 (4.10)       | 75.2 (2.96)        | 59.3 (2.33)        | 67.2 (2.65)        | 105.7 (4.16)       | 105.8 (4.17)       | 87.7 (3.45)        | 67.1 (2.64)        | 934.3 (36.78)      |
| 月均日照時數             | 95                 | 111.7              | 169.8              | 183                | 219.2              | 255.4              | 289.8              | 255.5              | 193.1              | 137.5              | 84.5               | 71.6               | 2,066.1            |
| 来源：annuaire-mairie.fr |                    |                    |                    |                    |                    |                    |                    |                    |                    |                    |                    |                    |                    |

## 行政区划
瓦龙是法国奥弗涅-罗讷-阿尔卑斯大区伊泽尔省的一个市镇，编号为38563。瓦龙隶属于格勒诺布尔区和伊泽尔省第九选区，管理瓦龙县，同时也是瓦龙地区城市圈公共社区的办公驻地。
瓦龙市镇被划为五个街区，实行街区自治制度。
法国国家统计与经济研究所（简称）在进行数据统计时，将瓦龙及相邻的另外14个市镇设为瓦龙城市核心区，并将包括核心区在内的周边共192个市镇划为格勒诺布尔城市区。自2020年起，格勒诺布尔城市区被包含204个市镇的格勒诺布尔城市辐射区代替。此外，还将瓦龙市镇分为了8个“块区”（IRIS），以便于统计人口分布情况。

## 交通

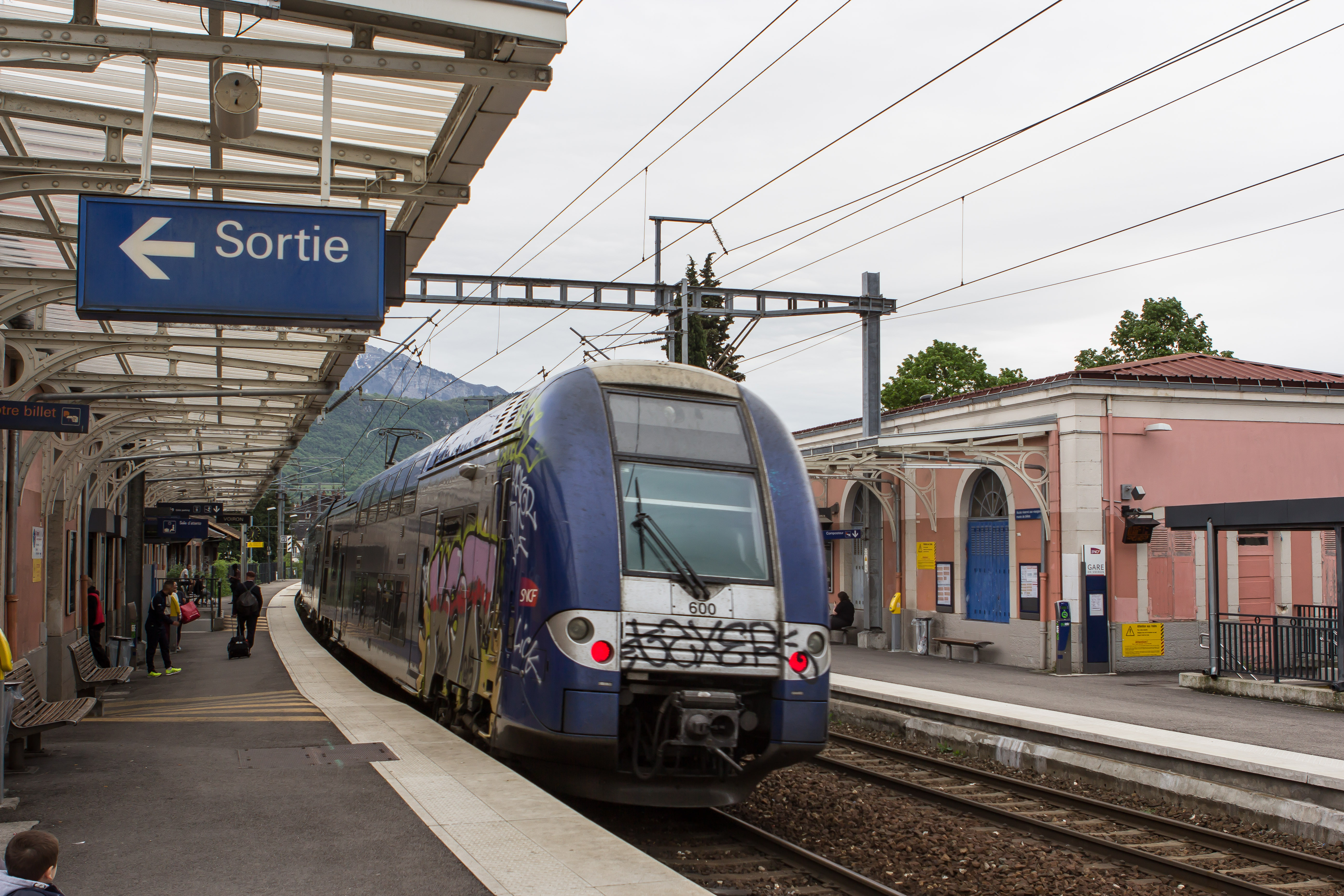
停靠瓦龙火车站的一辆区域列车

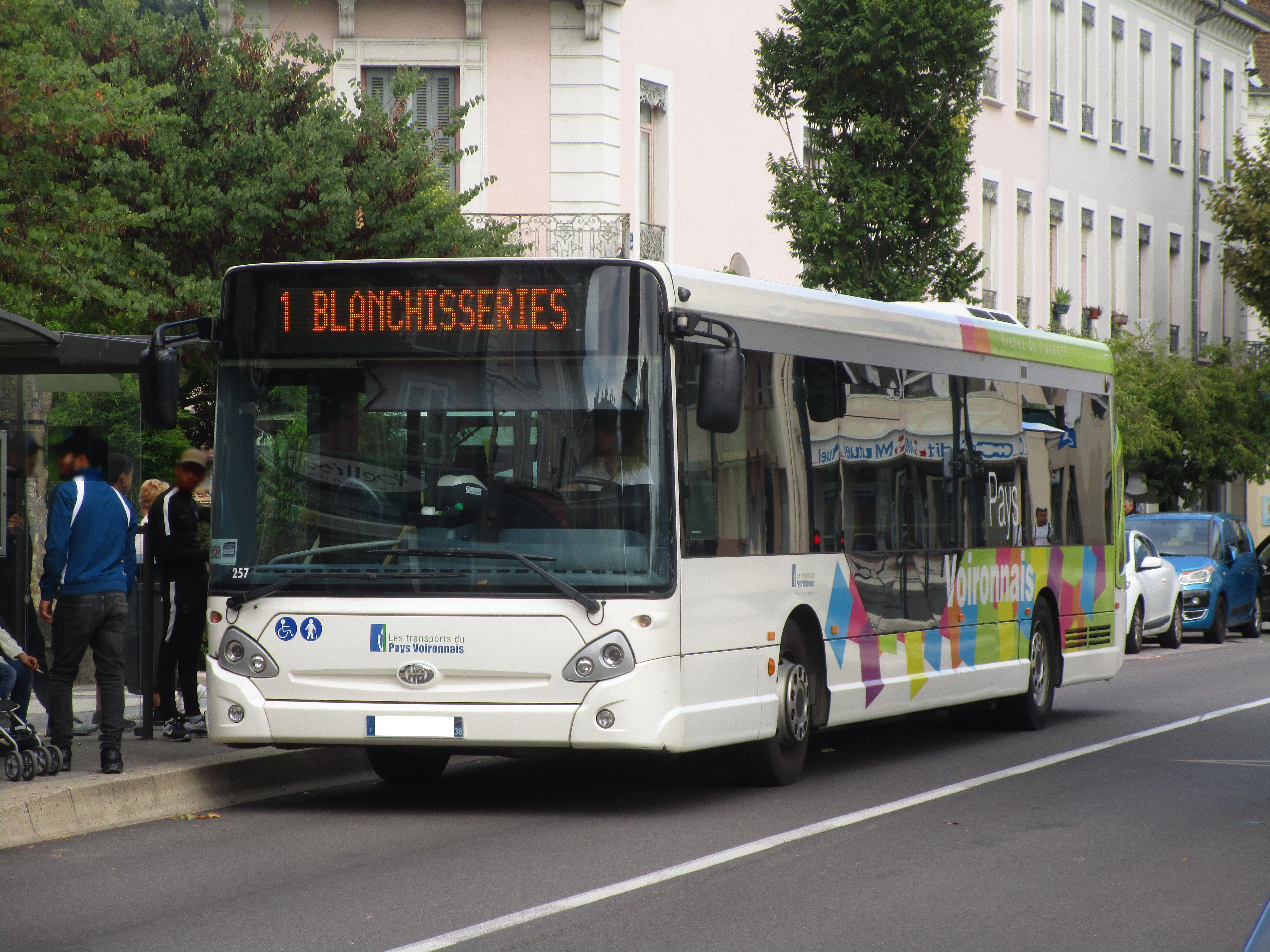
瓦龙街头的一辆公共汽车

### 公路
A48高速公路经过瓦龙附近，通过10号出入口连接市区，此外多条伊泽尔省省道在瓦龙境内交汇。奥弗涅-罗讷-阿尔卑斯大区下属的城际客运提供巴士线路，可前往格勒诺布尔、尚贝里、勒蓬德博瓦桑、拉科特圣安德烈、圣安德烈勒加兹等地。
2018年，68.9%的瓦龙家庭拥有至少一辆私人汽车。2019年，瓦龙境内共发生各类交通事故14起，造成1人遇难，20人受伤。

### 铁路
瓦龙位于里昂－马赛铁路上。瓦龙站位于市区中部，停靠往返于里昂和格勒诺布尔一线的区域列车。

### 航空
距离瓦龙最近的民用航空站为里昂圣埃克絮佩里机场，距离瓦龙市中心的公路里程约72公里。

### 城市公共交通
瓦龙地区城市公共交通（商业名称为）是当地的城市公共交通系统。截至2021年12月，该系统共包括4条公交线路，路网覆盖了瓦龙市区内的主要街道和居民区。

## 政治

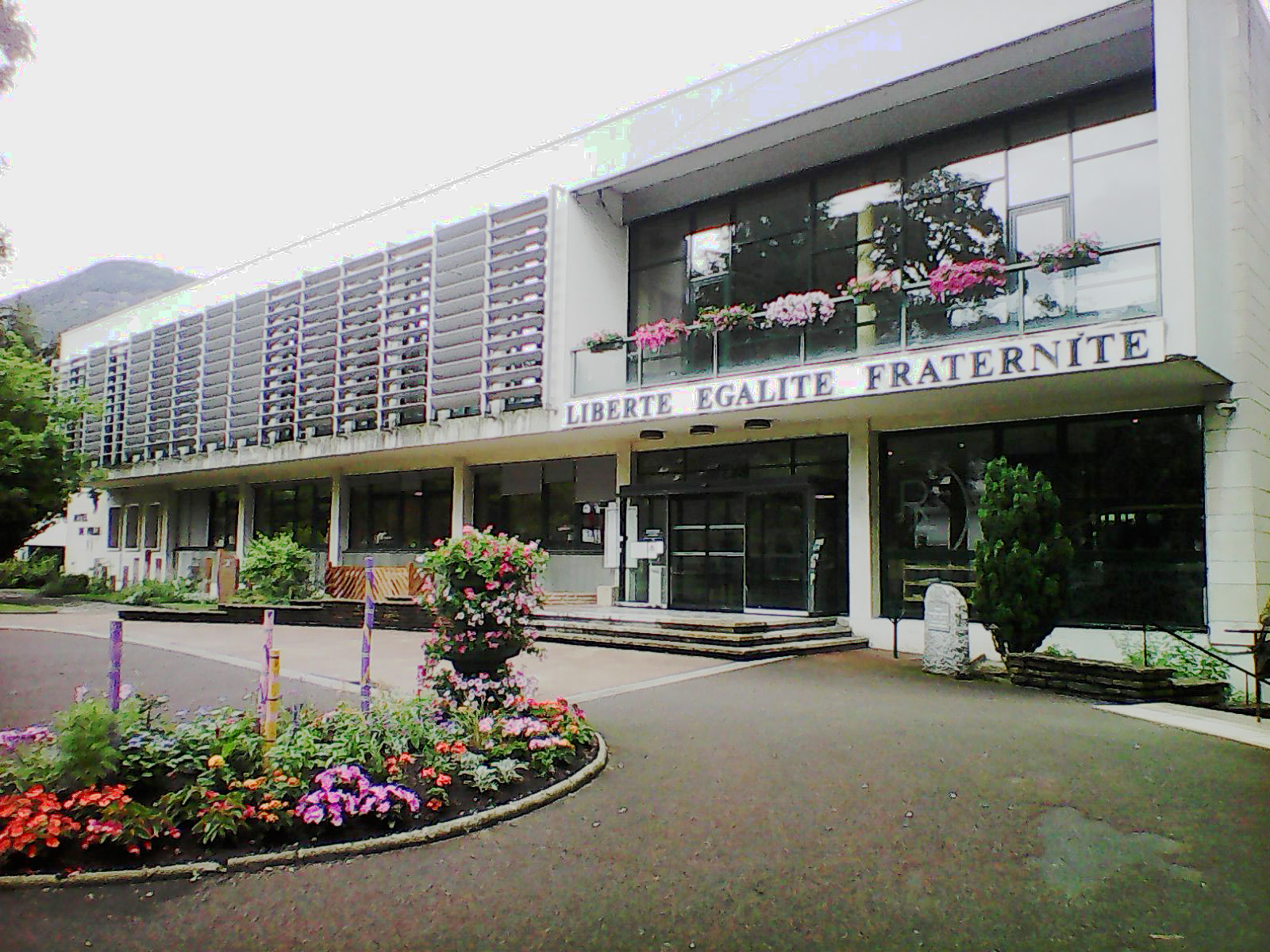
瓦龙市政厅

瓦龙的现任市长为朱利安·波拉先生（Julien Polat），他是一名共和党的一名成员，在2020年的市政选举中获得了56.7%的支持率。
在2017年的法国总统大选中，法国第25任总统埃马纽埃尔·马克龙在瓦龙获得了73.85%的支持率。
| 瓦龙历届市长   |                                             |                                  |
| 任期           | 市长                                        | 党派                             |
| 1944年－1967年 | Raymond Tézier 雷蒙·泰齐耶                  | SFIO工人国际法国支部             |
| 1967年－1968年 | Clément Guillermoz 克莱芒·吉耶尔莫          | SFIO工人国际法国支部             |
| 1968年－1977年 | Jean Baptiste Glorieux 让-巴蒂斯特·格洛里厄 | SFIO工人国际法国支部 →PS社会党   |
| 1977年－1981年 | Jacques-Antoine Gau 雅克-安托万·戈          | PS社会党                         |
| 1981年－1983年 | René Rambaud 勒内·朗博                      | PS社会党                         |
| 1983年－2000年 | Philippe Vial 菲利普·维亚尔                 | DVD右翼无党派人士                |
| 2000年－2008年 | Michel Brizard 米歇尔·布里扎尔              | RPR保衛共和聯盟 →UMP人民运动联盟 |
| 2008年－2014年 | Roland Revil 罗朗·勒维尔                    | PS社会党                         |
| 2014年－       | Julien Polat 朱利安·波拉                    | UMP人民运动联盟 →LR共和黨        |

## 人口
2018年，瓦龙市镇人口数量为20,248，在法国排名第463位。其中男性9,411人，女性10,837人，75岁及以上人口占10.6%，外籍人口数量为4,294人，人口密度为925人/平方公里，当地居民被称为（男性）或（女性）。2019年，瓦龙境内出生204人，死亡人口214人。
| 年份   | 1936   | 1946   | 1954   | 1962   | 1968   | 1975   | 1982   | 1990   | 1999   | 2006   | 2011   | 2016   | 2018   |
| ------ | ------ | ------ | ------ | ------ | ------ | ------ | ------ | ------ | ------ | ------ | ------ | ------ | ------ |
| 人口數 | 12,444 | 12,598 | 13,551 | 14,437 | 17,587 | 19,420 | 18,911 | 18,686 | 19,794 | 20,672 | 19,579 | 20,209 | 20,248 |

## 经济

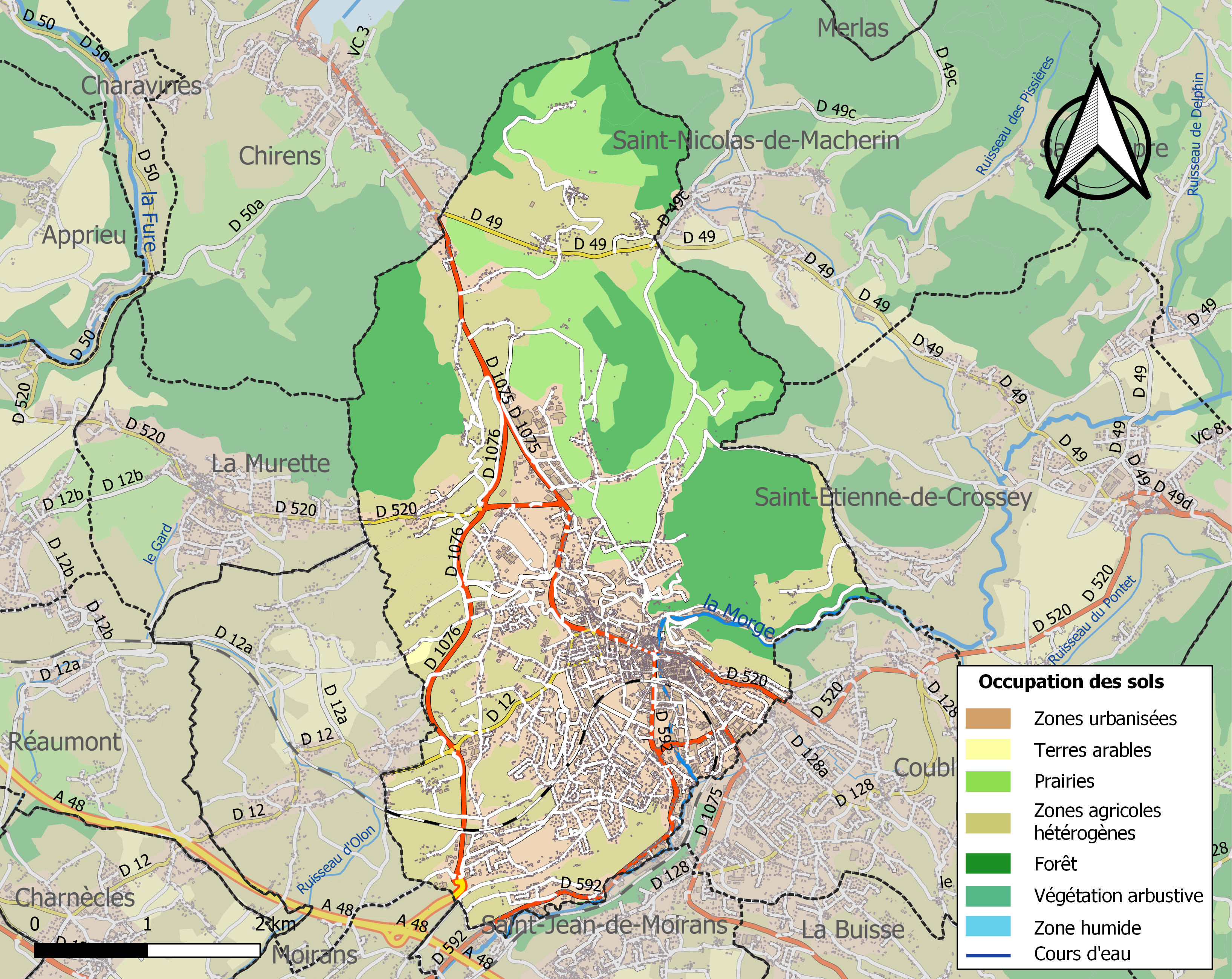
瓦龙土地利用情况地图

瓦龙是一个区域性的中心城市。截止2021年12月，瓦龙市镇范围内共有各类用人单位（包含自雇）3,967家，平均历史为15年，其中98.33%为中小型企业（PME）。（玩具销售）、（家居销售）及（家居销售）是当地2020年营业额最高的三个企业，分别为188,851,640欧元、174,614,398欧元和36,339,891欧元。

## 财政与居民收入
2020年，瓦龙的财政收入总额为26,018,900欧元，财政支出总额为25,085,700欧元，当年的债务总额为17,014,700欧元。2021年，瓦龙共获得2,565,686欧元的国家财政补助，比上一年减少了0.62%。
2019年，瓦龙的人均月收入总额为2,438欧元，其中高级职员为4,018欧元，低于法国平均水平（4,230欧元）；中级职员为2,394欧元，低于法国平均水平（2,411欧元）；普通职员为1,721欧元，亦低于法国平均水平（1,740欧元）。
2018年，瓦龙境内的青壮年（15至64岁）失业率为12.7%，当地51%的家庭拥有纳税资格，平均纳税3,250欧元，低于法国平均水平（3,910欧元）。

## 社会事务

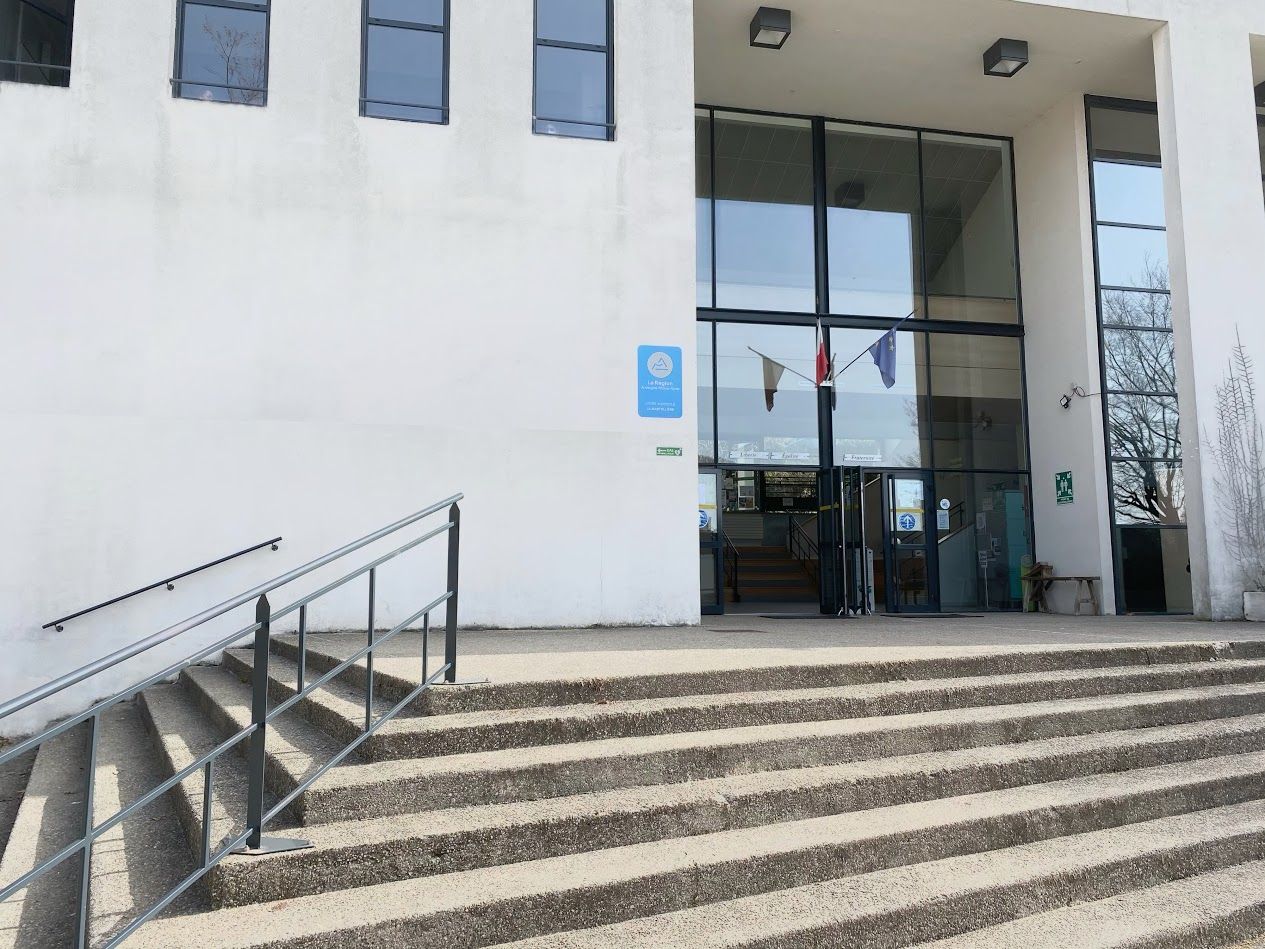
瓦龙的一所高级中学

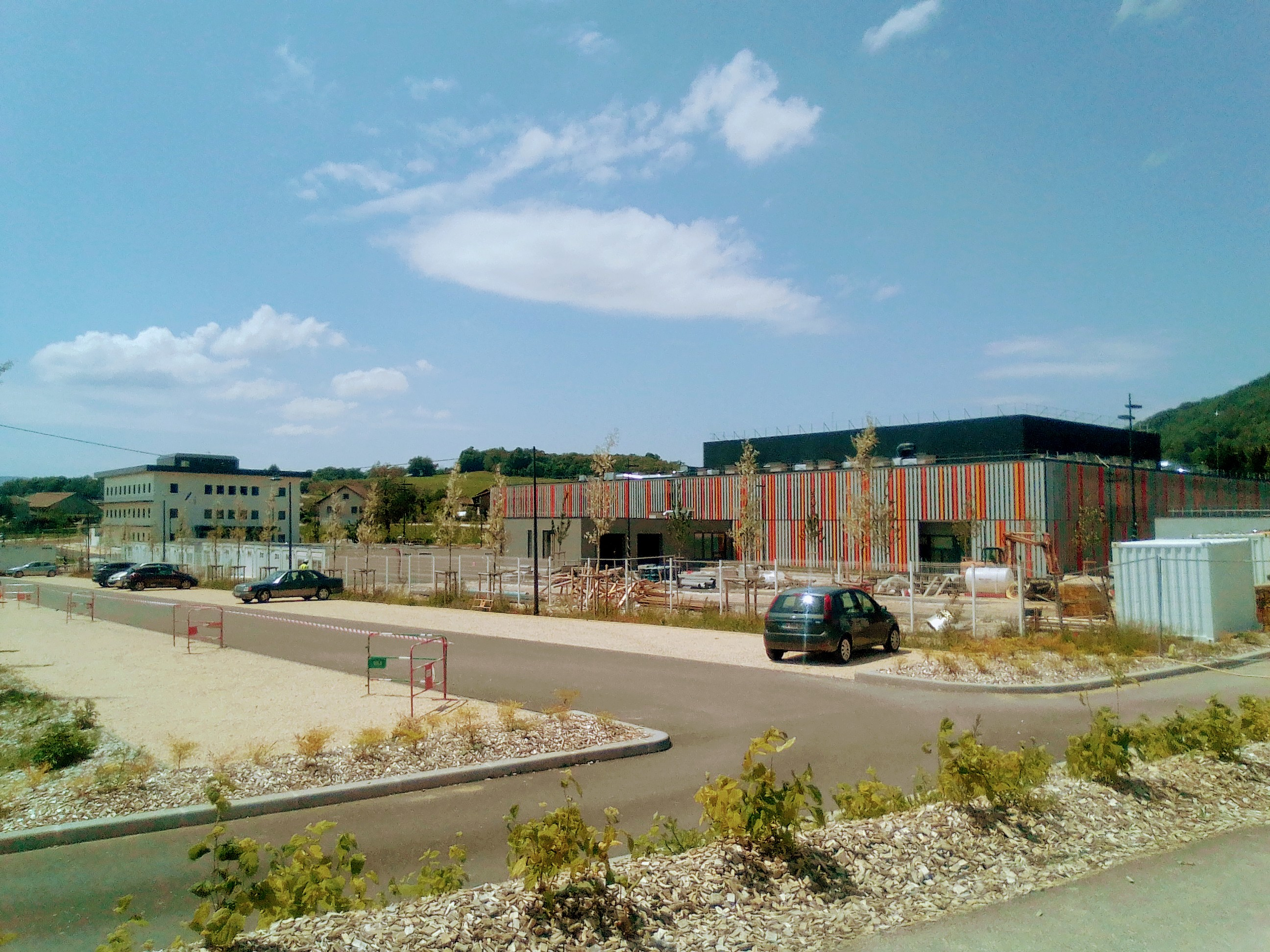
瓦龙医院

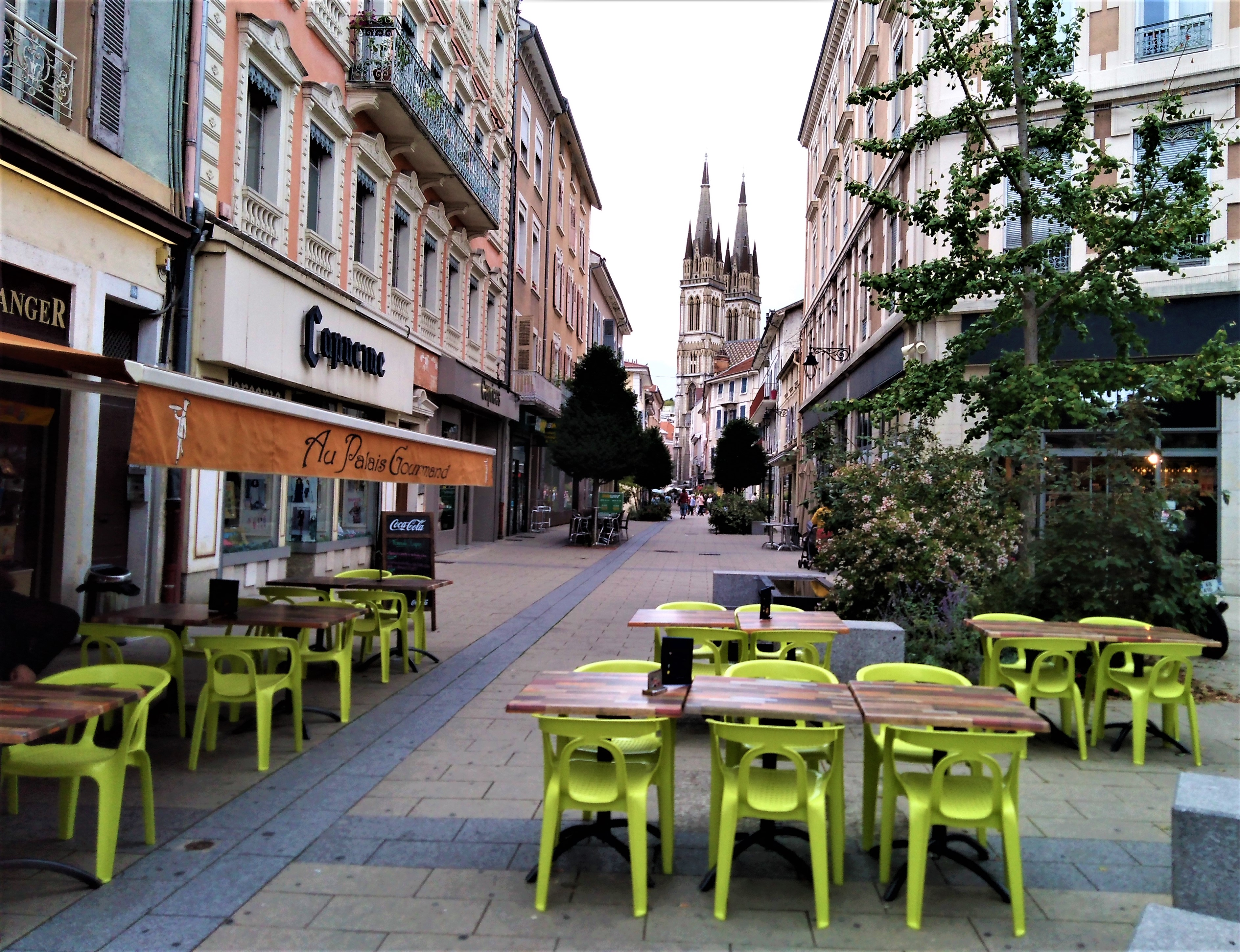
瓦龙市中心的一条街道

### 教育
瓦龙属于格勒诺布尔学区。截止2020年1月1日，瓦龙境内共有5所幼儿园、9所小学、3所初级中学、3所普通高中、1所农业高中和2所职业高中。2018至2019学年度，瓦龙境内共有在校中等教育阶段学生4,767名。

### 医疗
截止2020年1月1日，瓦龙境内共有全科医生31名、保健师59名、牙医17名、护士81名、耳科医生3名、眼科医生3名、皮肤科医生4名、助产士5名、儿科医生3名和妇科医生9名。境内共有药房9家、养老院4家、残疾人帮扶中心7家。
瓦龙是格勒诺布尔阿尔卑斯大学中心医院的服务范围，后者是法国的一个区域性医疗机构，在瓦龙市区设有一个含213个床位的病区，是当地规模最大的公立综合性医院。

### 住房
2018年，瓦龙境内共有各类住房11,456套，其中23.1%为独立式居民区，75.7%为集中式居民区。常住房屋占瓦龙市镇范围内居民建筑总量的86.9%。
在住房保障政策方面，2020年，瓦龙境内共有2,463户家庭获得了住房经济补助，受益人数占总人口数量的12.2%，其中2,389份为房租补助。

### 商业
2019年，瓦龙境内共有各类实体商铺780家，其中餐厅112家、大型超市10家、杂货店6家、面包房16家、肉铺9家、书店11家、装饰品店3家、银行门店15家、美容美发店48家、汽车维修店35家。瓦龙市中心建有Super U、家乐福、Lidl等超市，市区北部则建有开放式商业街区。

### 体育
2020年，瓦龙境内共有1家游泳池、5间体育馆、2座综合体育场、3处足球或橄榄球场以及4处篮球或排球场。
截至2021年12月，瓦龙境内共有三支注册足球俱乐部，其中两支为五人制足球队。瓦龙-穆瓦朗足球俱乐部（Football club Voiron-Moirans）是当地的代表性足球队，其注册地址位于库布勒维境内，成立于2021年6月，由两支足球队合并而成，2021至2022赛季参加奥弗涅-罗讷-阿尔卑斯大区足球联赛。

### 环境
瓦龙的环境事务由其所属的公共社区负责。2019年，瓦龙境内共有4家污染企业。

### 治安
2019年，瓦龙市镇范围内共有1处派出所和1处宪兵队。2020年，该宪兵辖区内累计发生各类案件1,252起，其中盗窃类案件580起，经济类案件152起，毒品交易类案件127起。

## 文化
2020年，瓦龙境内共有1家剧场、2家电影院、1家博物馆和1家音乐厅。瓦龙市政府提供多媒体中心，每周一、二、三、五、六向公众开放。

### 建筑
瓦龙境内有多处法国国家文物保护单位，其中圣布吕诺教堂是当地的地标性建筑物。

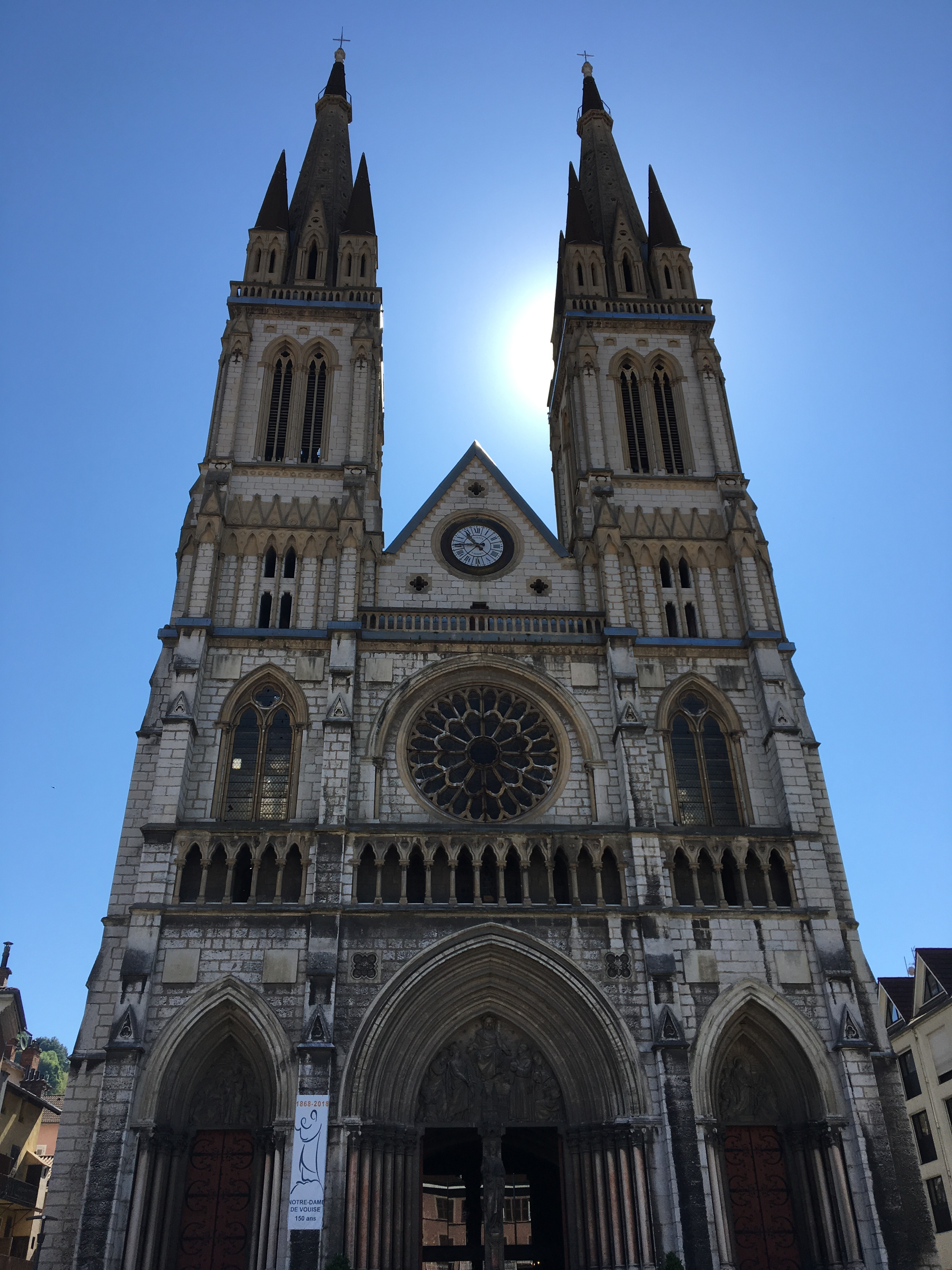
圣布吕诺教堂（法语：Église Saint-Bruno de Voiron）
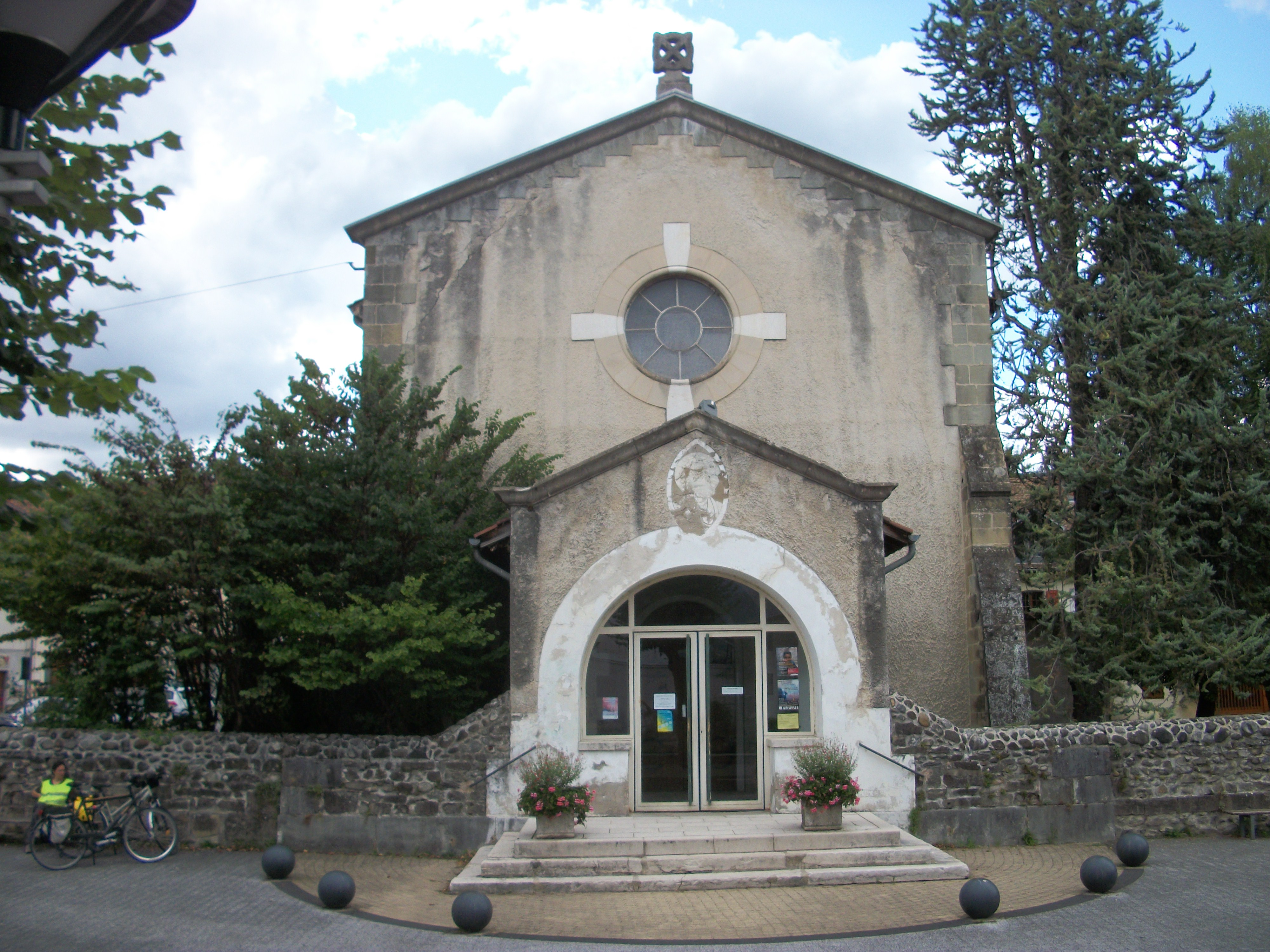
圣伯多禄教堂
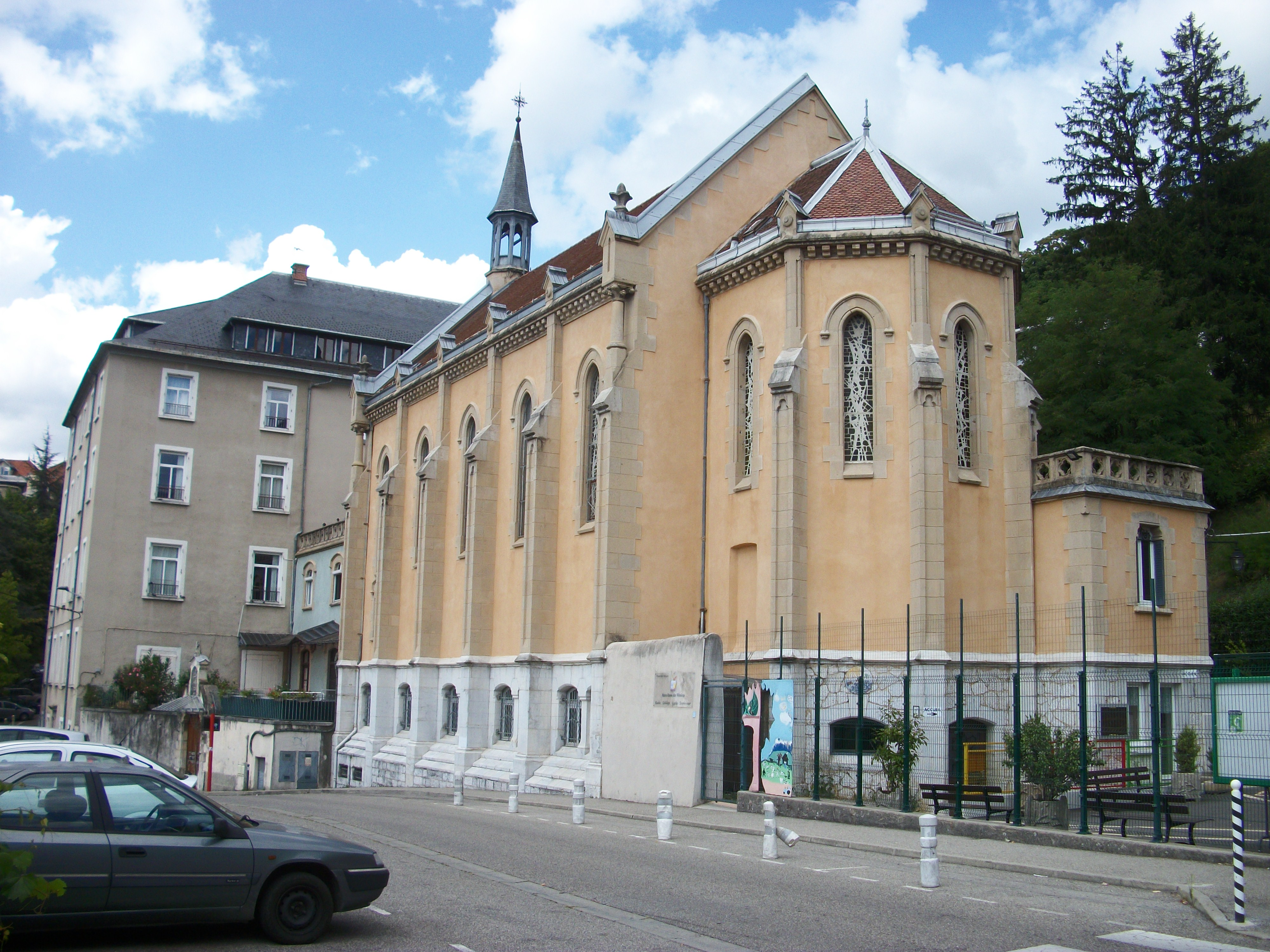
圣母小教堂（法语：Chapelle Notre-Dame des Victoires de Voiron）
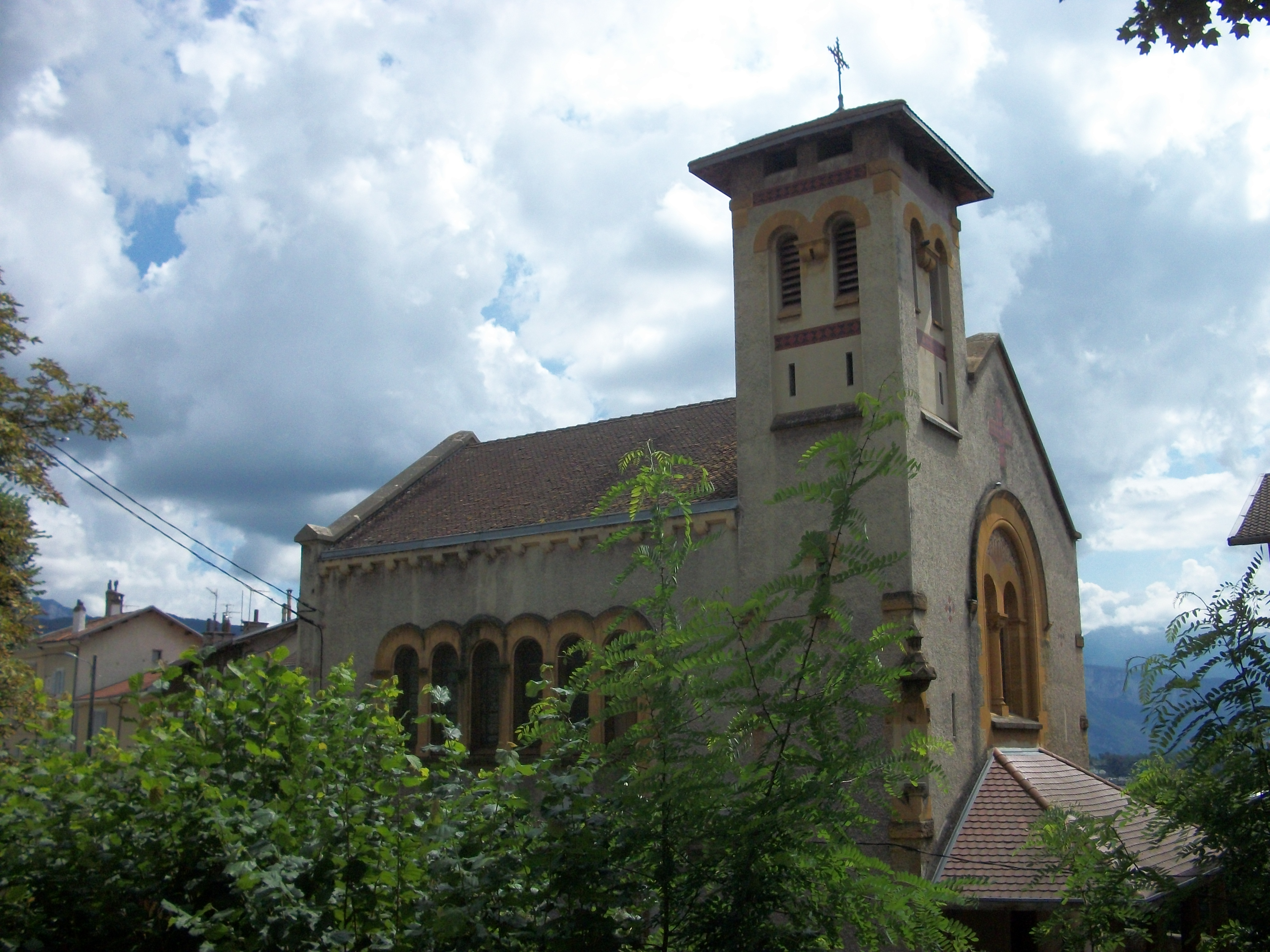
恩赐小教堂
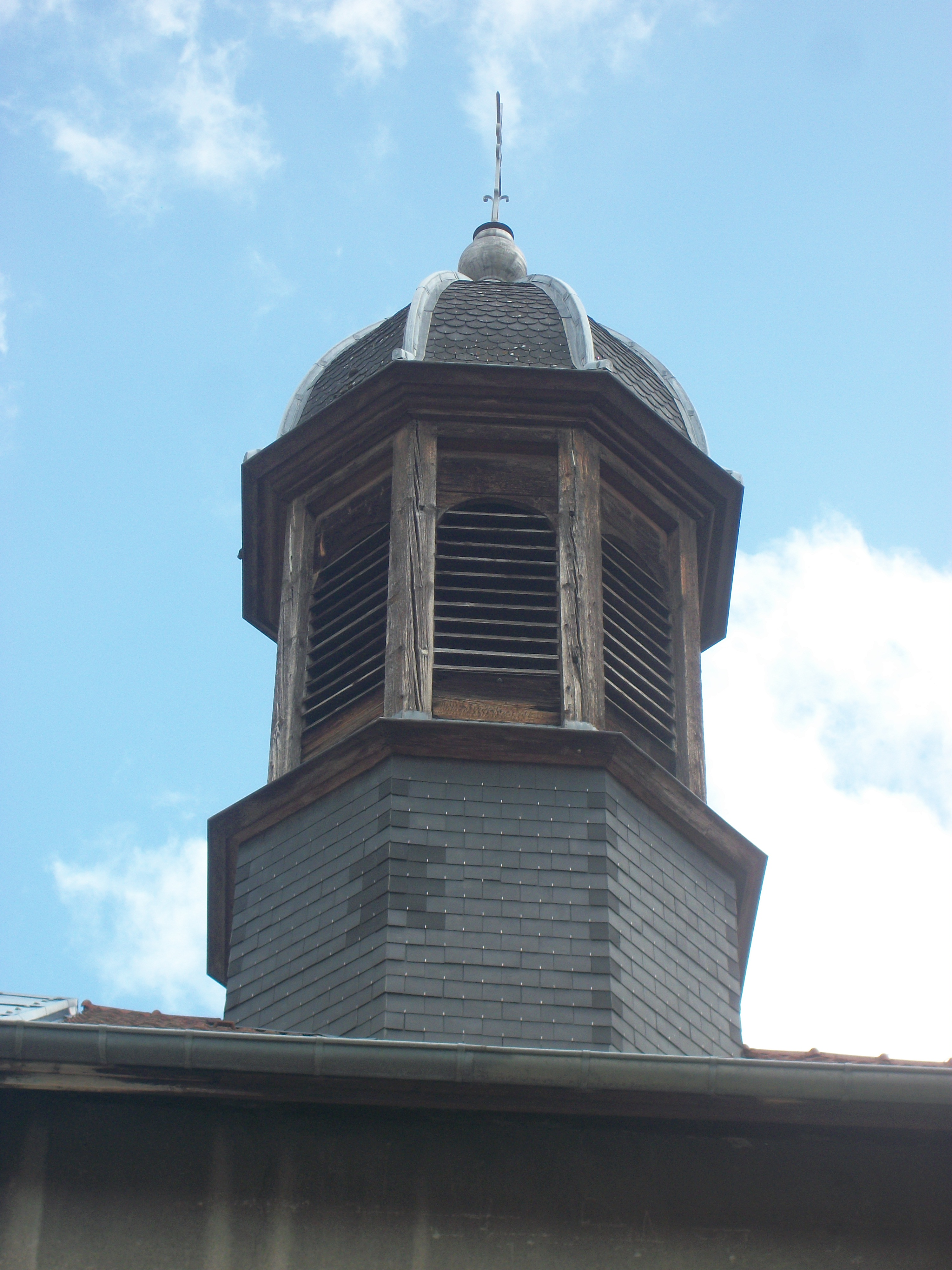
圣约瑟夫塔
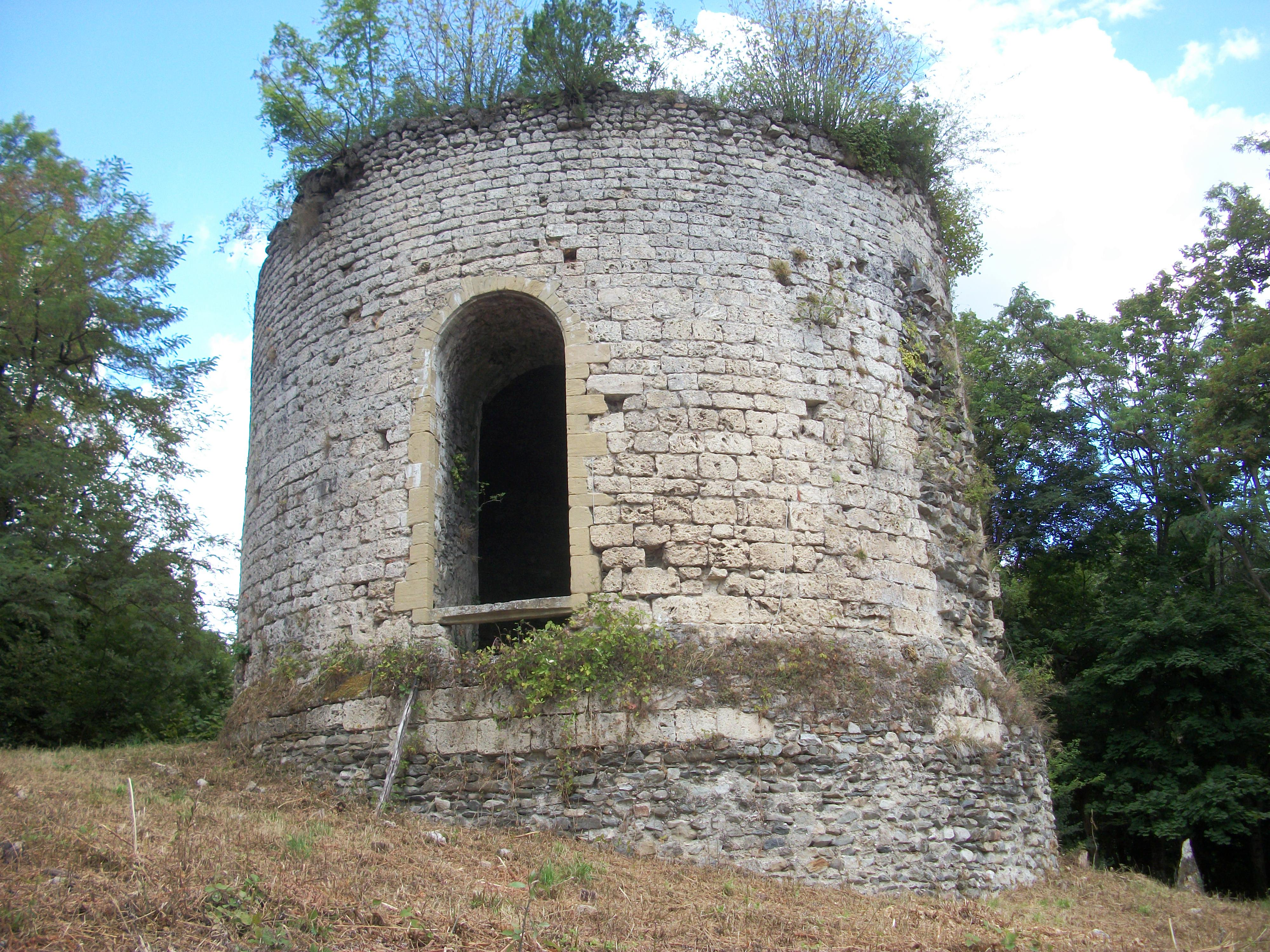
巴拉尔塔
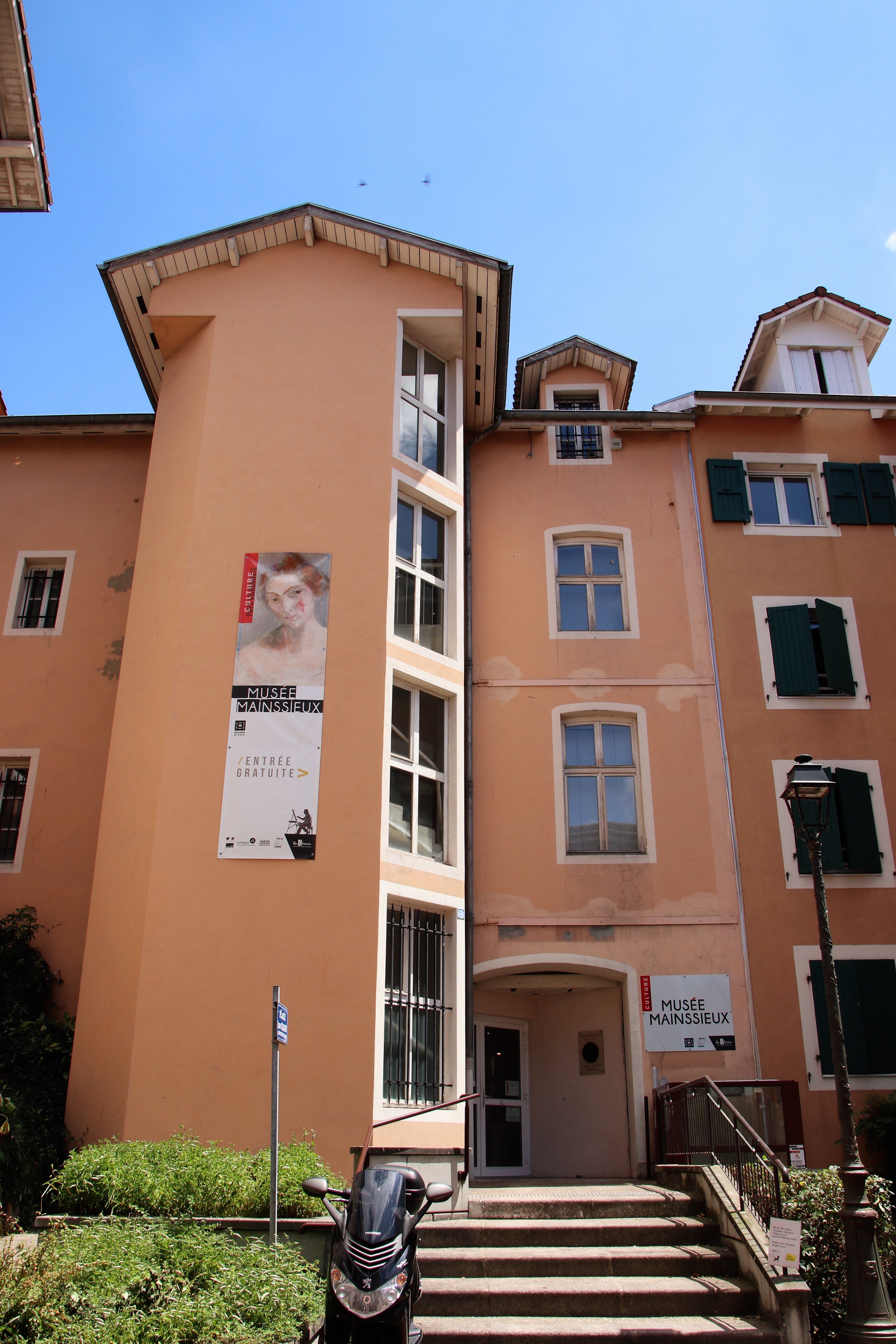
曼雪博物馆

### 旅游
瓦龙的旅游事务由其所属的公共社区负责。2021年，瓦龙境内共有3家酒店共计151间房间。

### 媒体
法国主要的媒体均可在瓦龙接收，法国电视三台下属的奥弗涅-罗讷-阿尔卑斯大区频道在部分时段播出瓦龙所属区域的地方新闻。当地主要的地方性媒体包括《多菲内解放报》、《莱索尔周刊》、蓝色法兰西伊泽尔广播等。

## 相关人物
法国建筑师卡西米尔·热内斯特、化学家让-巴蒂斯德·基梅、作家皮埃尔·莫莱纳、歌手戴亮、女子运动员梅莉娜·罗贝尔-米雄和足球运动员法比安·桑通兹出生于瓦龙。

## 友好城市
截至2021年12月，瓦龙共与四座城市互为友好城市关系：
- 德国 黑尔福德
- 義大利 巴薩諾-德爾格拉帕
- 英格兰 Droitwich Spa
- 希贝尼克